# Helicobacter pylori
Helicobacter pylori és un eubacteri gramnegatiu microaeròfil que viu en diverses parts de l'estómac i el duodè. Causa una inflamació crònica de baixa activitat del mucus epitelial de l'estómac i està estretament associat al desenvolupament d'úlceres pèptiques (duodenals i gàstriques) i de càncer d'estómac. Més del 80% dels individus infectats amb el bacteri són asimptomàtics.
El bacteri fou denominat inicialment Campylobacter pyloridis i després reanomenat C. pylori per a arreglar un error de gramàtica del llatí. Quan la seqüenciació de gens d'ARN 16S i altres investigacions demostraren el 1989 que el bacteri no pertanyia al gènere Campylobacter, se'l classificà dins el seu propi gènere, Helicobacter. El nom del gènere deriva del mot grec antic hělix/έλιξ ‘espiral’ o ‘caragol’. L'epítet específic pylōri significa ‘del pílor’ o ‘de la vàlvula pilòrica’ (l'obertura circular que porta de l'estómac al duodè), del mot grec antic πυλωρός, que significa ‘guardabarrera’.
Més de la meitat de la població mundial té H. pylori al tracte gastrointestinal superior. Les infeccions són més prevalents als països en desenvolupament. La via de transmissió és desconeguda, però els individus són infectats durant la infantesa. Es creu que la forma helicoidal d'H. pylori (de la qual deriva el nom genèric) evolucionà per a penetrar el revestiment mucoide de l'estómac.

## Història

### Primeres proves
En 1875, científics alemanys van descobrir bacteris espirals en l'epiteli de l'estómac humà. Aquests bacteris no podrien ser cultivats i, per tant, aquest descobriment es va oblidar en aquell moment.
En 1892, l'investigador italià Giulio Bizzozero va descriure una sèrie de bacteris espirals que vivien en l'ambient àcid de l'estómac de gossos.
El professor Walery Jaworski de la Universitat de Jagiellonian a Cracòvia va investigar sediments de rentats gàstrics obtinguts d'humans en 1899. A més d'uns bacteris allargats, també va trobar bacteris amb una característica forma espiral, a les quals va anomenar Vibrio rugula. Aquest investigador va ser el primer a suggerir la participació d'aquest microorganisme en malalties gàstriques. Encara que aquest treball va ser inclòs en el Manual de Malalties Gàstriques, no va tenir gaire impacte a causa del fet que estava escrit en polonès.

### Redescobriment i caracterització
Aquest bacteri va ser redescobert en 1979 pel patòleg australià Robin Warren, qui en investigacions posteriors (a partir de 1981) al costat de Barry Marshall, va aïllar aquest microorganisme de les mucoses d'estómacs humans i va ser el primer que va aconseguir cultivar-la. En el treball original, Warren i Marshall van afirmar que moltes de les úlceres estomacals i gastritis eren causades per la colonització de l'estómac per aquest bacteri, i no per estrès o menjar picant com se sostenia fins llavors.

### Implicació en patogènesi
La comunitat mèdica va ser molt reticent a reconèixer el fet que aquest bacteri fos la causant tant d'úlceres estomacals com de gastritis, ja que creia que els bacteris no podien sobreviure per molt temps en el mitjà àcid de l'estómac. La comunitat va començar a canviar d'idea amb base a estudis posteriors que van reafirmar aquesta idea, incloent-hi un en el qual Marshall es va beure un cultiu de H. pylori, desenvolupant una gastritis i recobrant el bacteri del seu propi revestiment estomacal; amb això, va satisfer 3 dels quatre postulats de Koch. La gastritis de Marshall es va curar sense cap tractament.
Marshall i Warren posteriorment van descobrir que els antibiòtics eren efectius per al tractament de la gastritis. En 1994, els National Institutes of Health dels Estats Units van informar que les úlceres gàstriques més comunes eren causades per H. pylori i van recomanar l'ús d'antibiòtics, que es van incloure en el règim de tractament.
En 2005, Warren i Marshall van ser guardonats amb el Premi Nobel de Medicina pels seus treballs sobre H. pylori
Abans de comprovar-se la implicació d'H. pylori en malalties estomacals, les úlceres estomacals eren tractades amb medicaments que neutralitzaven l'acidesa. Això feia moltes vegades que les úlceres reapareguessin després de deixar el tractament. La medicació tradicional enfront de la gastritis eren les sals de bismut (subcitrat de bismut col·loidal o subsalicilat de bismut). Aquest tractament sovint era efectiu, però la seva efectivitat disminuïa amb un ús perllongat, a més de desconèixer-se el mecanisme d'acció d'aquest fàrmac. Encara no és clar si el bismut pot actuar com un antibiòtic. Actualment (2006), moltes úlceres són tractades de forma efectiva utilitzant antibiòtics enfront de H. pylori.
Mentre H. pylori segueix sent el bacteri més important conegut que habita en l'estómac humà, algunes espècies més del gènere Helicobacter han estat ara identificades en altres mamífers i en algunes aus. S'ha comprovat que algunes d'aquestes poden infectar a humans. Existeixen espècies d'Helicobacter que són capaces d'infectar el fetge de certs mamífers i de causar, per tant, diverses malalties hepàtiques.

## Estructura

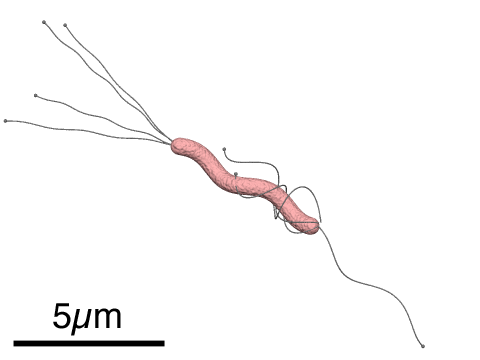
Estructura dH. pylori

H. pylori és un bacteri gramnegatiu amb forma d'espiral, de prop de 3 micròmetres (μm) de llarg amb un diàmetre aproximat d'entre 0,5 i 1 μm, i té de dos a sis flagels. És microaeròfil, és a dir, requereix oxigen però a més baixes concentracions de les que hi ha a l'atmosfera. Utilitza hidrogen i metanogènesi com a font d'energia i és oxidasa i catalasa positiu.

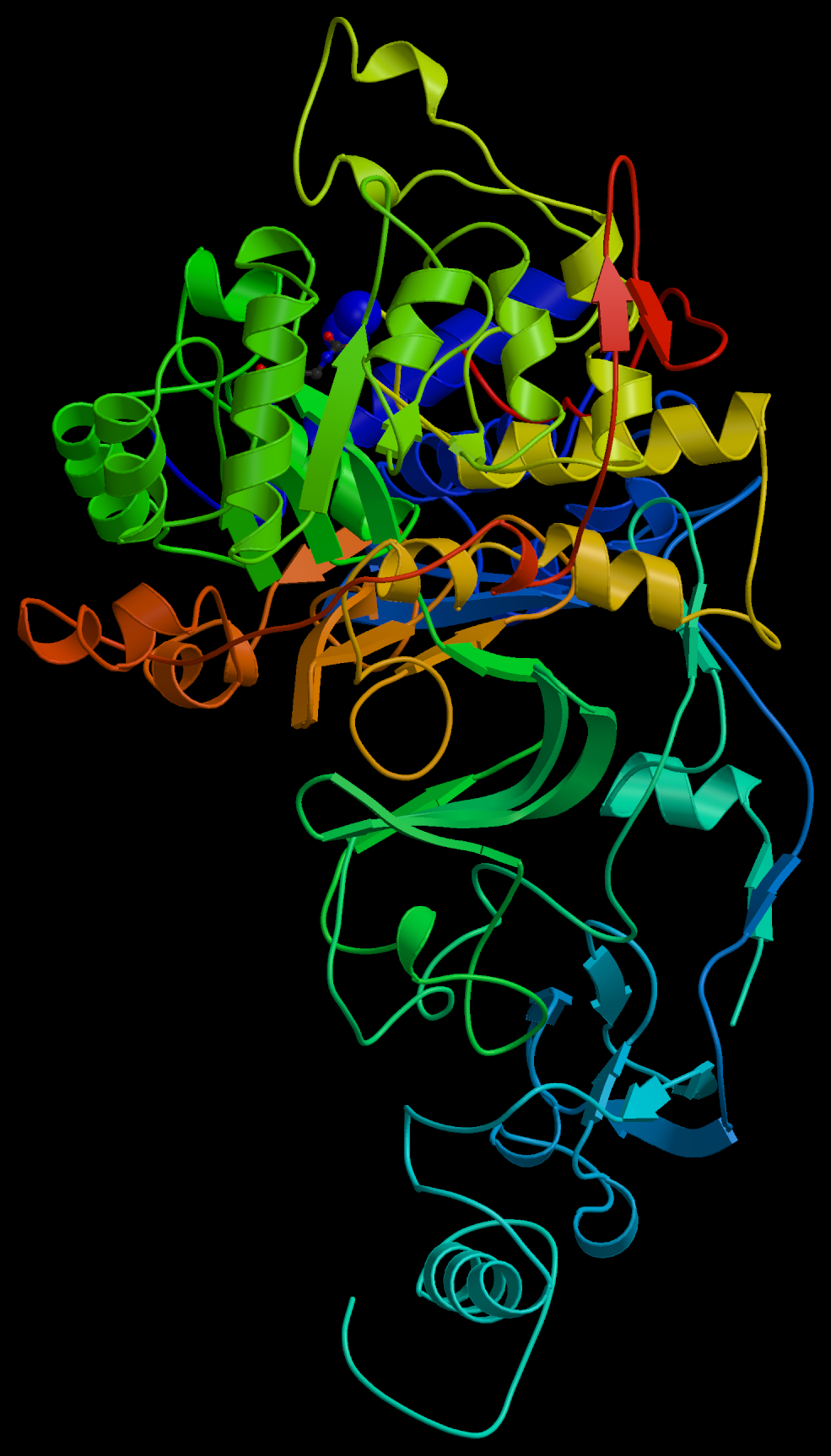
Model molecular de l'enzim ureasa dH. pylori

Amb el seu flagel i la seva forma espiral, el bacteri «trepa» literalment per la capa de mucus de l'estómac, i després pot quedar-se suspès en la mucosa gàstrica o adherir-se a cèl·lules epiteliars. H. pylori produeix adhesines, que s'uneixen a lípids associats a membranes i a carbohidrats de cèl·lules epitelials, produint-se d'aquesta forma l'adhesió. H. pylori igualment excreta l'enzim ureasa, que converteix urea en amoni i hidrogencarbonat. La producció d'amoni és beneficiosa per al bacteri perquè neutralitza parcialment el medi àcid de l'estómac (un dels propòsits del qual és precisament matar bacteris) i crea un microambient alcalí, on el bacteri pot sobreviure. L'amoni, de qualsevol forma, és tòxic per a les cèl·lules epitelials, i juntament amb altres productes igualment secretats per H. pylori, com proteases, catalases, i fosfolipases, són la causa del dany produït sobre aquestes cèl·lules.
Algunes soques d'aquest bacteri tenen un mecanisme particular per a «injectar» peptidoglicà, un agent inflamatori, des de la seva pròpia paret cel·lular cap a l'interior de les cèl·lules epitelials de l'estómac (vegeu Estudis genòmics de diferents soques). Encara es desconeix com aquest mecanisme és avantatjós per al bacteri.

### Morfologia alternativa
En condicions d'estrès ambiental, Helicobacter pot canviar el seu aspecte d'espiral a una forma coccoidal. Aquesta forma coccoidal de l'organisme no ha estat cultivada encara però ha estat trobada en el subministrament d'aigua en Estats Units, i està aparentment involucrada en l'epidemiologia del bacteri. Aquesta forma coccoidal igualment és capaç d'adherir-se a les cèl·lules epitelials estomacals, almenys in vitro.

## Infecció
La infecció per H. pylori pot ser simptomàtica o asimptomàtica (sense efectes visibles en el malalt). S'estima que més del 70% de les infeccions són asimptomàtiques. En absència d'un tractament basat en antibiòtics, una infecció per H. pylori persisteix aparentment durant tota la vida.

## Carcinogènesi
El càncer gàstric i el limfoma MALT (limfoma de teixit limfoide associat a les mucoses), han estat relacionats amb H. pylori, pel que aquest bacteri ha estat catalogat en el grup I de carcinògens per l'Agència Internacional d'Investigació del Càncer.

### Mecanismes d'acció
S'investiguen dos mecanismes relacionats amb aquesta suposada capacitat de H. pylori de produir càncer. El primer considera la possibilitat de generar radicals lliures associada a una infecció de H. pylori, la qual produiria un augment en la taxa de mutació de la cèl·lula hoste. El segon mecanisme ha estat anomenat ruta perigenètica i considera la transformació del fenotip de la cèl·lula hoste per mitjà d'alteracions en proteïnes cel·lulars com ara les proteïnes d'adhesió. S'ha proposat que H. pylori seria capaç d'induir inflamació i nivells localment alts de TNF-alfa o interleucina 6. D'acord amb el mecanisme perigenètic proposat, les molècules senyalitzadores d'inflamació, com ara les TNF-alfa, podrien alterar la capacitat d'adhesió de les cèl·lules epitelials de l'estómac i conduir a la dispersió i migració d'aquestes cèl·lules epitelials mutades sense necessitat d'alteracions addicionals en gens supressors de tumors, com els gens que codifiquen proteïnes d'adhesió cel·lular.

## Reflux àcid i càncer d'esòfag
La taxa d'infecció per H. pylori ha anat decreixent en països desenvolupats, presumptament a causa de les millores en la higiene i l'increment de l'ús d'antibiòtics. En conseqüència, la incidència de càncer d'estómac als Estats Units ha descendit en un 80% des de 1900 a 2000. No obstant això, s'ha vist un gran augment —en aquest mateix període— de certes malalties relacionades amb el reflux gastroesofàgic i el càncer d'esòfag. En 1996, Martin J. Blaser va exposar una teoria en la qual H. pylori podria tenir un efecte beneficiós, ja que regularia l'acidesa en l'estómac, baixant l'impacte de la regurgitació dels àcids de l'estómac cap a l'esòfag.

## Estudis genòmics de diferents soques

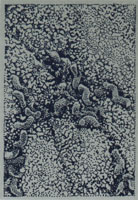
Micrografia electrònica de H. pylori

Es coneixen diverses soques de Helicobacter, i el genoma de dos d'ells ha estat completament seqüenciat.
El genoma de la soca "26695" consta d'1,7 milions de parells de bases, amb un total d'aproximadament 1.550 gens. Les dues soques seqüenciades mostren moltes diferències genètiques, amb més d'un 6% de nucleòtids diferents. L'estudi del genoma de H. pylori se centra en aspectes relacionats amb la patogenicitat, és a dir, l'habilitat d'aquest organisme de causar malalties. En la base de dades del genoma de H. pylori existeixen uns 62 gens en la categoria de patogènesi.

### IllaCagde patogenicitat
Ambdues soques seqüenciades tenen una illa de patogenicitat (una seqüència de gens que es creu que participa en la capacitat infecciosa del bacteri) anomenada Cag: Amida 40 Kilobases de grandària i conté uns 40 gens. Aquesta illa de patogenicitat està generalment absent en soques de H. pylori aïllades d'humans amb infeccions asimptomàtiques.
El gen CagA codifica una de les proteïnes de virulència majoritàries en H. pylori. Les soques bacterianes que tenen el gen CagA, estan associades amb l'habilitat de causar úlceres severes. Aquest gen codifica la síntesi d'una proteïna relativament llarga (1.186 aminoàcids). La proteïna CagA ingressa a l'interior de les cèl·lules humanes on interromp el normal funcionament del citoesquelet. L'illa de patogenicitat Cag, té uns 30 gens que codifiquen un complex de transport (sistema de secreció tipus IV). Després de fixar-se a les cèl·lules epitelials de l'estómac, la proteïna CagA és injectada dintre de la cèl·lula per aquest sistema de secreció. La proteïna CagA és fosforilada en un residu específic de tirosina per proteïnes de membrana de la cèl·lula hoste. S'ha vist que soques patogèniques de H. pylori activen el receptor del factor de creixement epidèrmic (EGFR en anglès), una proteïna de membrana amb tirosina cinasa. L'activació del EGFR per H. pylori està associada amb alteracions en els senyals de transducció i d'expressió gènica en les cèl·lules hostes i aquest fet pot contribuir a la seva patogenicitat També s'ha suggerit que la regió C-terminal de la proteïna CagA (aminoàcids 873-1002) podria regular la transcripció genètica de la cèl·lula hoste, independentment de la fosforilació. Es pensa, a causa del baix contingut GC del gen CAGA en comparació de la resta del genoma, que aquest gen va ser adquirit per transferència horitzontal des d'altre bacteri cagA+.

### Implicacions evolutives
Cada població humana té una distribució característica de soques de H. pylori que típicament infecten membres de la seva població. Aquesta característica ha dut els investigadors a usar aquest bacteri per a estudiar els patrons de migració en humans. Es pot establir que les soques de H. pylori en indis amazònics tenen el seu origen en l'est d'Àsia més que a Europa, i s'ha suggerit que aquestes poblacions haurien arribat a Amèrica almenys fa 11.000 anys.